# Петер Биери
Петер Биери (на немски: Peter Bieri) е швейцарски философ и писател, публикуващ литературни творби под псевдонима Паскал Мерсие. Автор е на философски трудове и романи.

## Биография
Петер Биери е роден през 1944 г. в предградие на Берн в дребнобуржоазно семейство на композитор. Полага матура в бернската гимназия, където учи също латински, гръцки и иврит.
Следва класическа филология в Берн, но прекъсва поради любовна връзка и заминава в Лондон. По-късно следва философия, англицистика и индология в Лондон и Хайделберг и завършва през 1971 с докторска теза. След изследователски престои в Бъркли и Харвард през 1973-1975 г. Биери се хабилитира през 1981 г. в Хайделберг.
До 1993 г. преподава в Хамбург, Хайделберг, Берлин, Билефелд и Марбург. От 1993 г. е професор по философия в Свободния университет Берлин. Основните насоки на неговите изследвания са философска психология, теория на познанието и философия на морала.
През 2007 г., огорчен от университетските зависимости, се оттегля преждевременно от академичното поприще.
Освен множеството научни трудове Биери публикува редица романи под псевдонима Паскал Мерсие. През 2004 г. романът му „Нощен влак за Лисабон“ („Nachtzug nach Lissabon“) го нарежда сред авторите на бестселъри. Творбата е екранизирана през 2013 г. с участието на Джеръми Айрънс.
Петер Биери живее в Берлин.

### Философски творби
- Zeit und Zeiterfahrung. Exposition eines Problembereichs, Dissertation, (1971/1972)
- Philosophische Psychologie. Überlegungen zur Begriffsbildung, In: Neue Hefte für Philosophie 11 (1977), S. 26–81.
- Nominalismus und innere Erfahrung, In: Zeitschrift für philosophische Forschung 36 (1982), S. 3–24.
- Sein und Aussehen von Gegenständen. Sind die Dinge farbig?, In: Zeitschrift für philosophische Forschung 36 (1982), S. 531–552.
- Evolution, Erkenntnis und Kognition. Zweifel an der evolutionären Erkenntnistheorie, In: Wilhelm Lütterfelds (Hrsg.): Transzendentale oder evolutionäre Erkenntnistheorie? Wissenschaftliche Buchgesellschaft (1987), S. 117–147.
- Das Handwerk der Freiheit. Über die Entdeckung des eigenen Willens (2001)
- Was bleibt von der analytischen Philosophie?, In: Deutsche Zeitschrift für Philosophie (2007), Heft III, S. 333–344.
- Wie wollen wir leben? (2011)
- Eine Erzählung schreiben und verstehen (Jacob Burckhardt-Gespräche auf Castelen) (2013)
- Eine Art zu leben: Über die Vielfalt menschlicher Würde (2013)

### Литературни творби
Публикувани под псевдонима Паскал Мерсие:
- Perlmanns Schweigen, Roman, 1995
- Der Klavierstimmer, Roman, 1998
- Nachtzug nach Lissabon, Roman, 2004

Нощен влак за Лисабон, изд.: Алтера, София (2009), прев. Гергана Фъркова
- Lea, Novelle, 2007

Леа, изд.: Enthusiast, София (2011), прев. Жанина Драгостинова

## Признание, награди и отличия
- 2006: „Награда Мари Луизе Кашниц“
- 2007: Premio Grinzane Cavour
- 2010: Почетен доктор на Университета на Люцерн като признание за приноса му за профилирането на централни области на аналитичната философия и за неговото литературно творчество
- 2014: Tractatus-Preis (за Eine Art zu leben)